# Keswick (California)
Keswick es un lugar designado por el censo ubicado en el condado de Shasta en el estado estadounidense de California. En el año 2010 tenía una población de 451 habitantes.

## Geografía
Keswick se encuentra ubicado en las coordenadas 40°37′21″N 118°6′36″O / 40.62250, -118.11000.